# Orcinol
L'orcinol ou orcine, également appelé 5-méthylrésorcinol ou 5-méthylrésorcine, est un composé aromatique de formule C7H8O2. Ce composé phénolique naturel est présent dans de nombreux lichens, par exemple Roccella tinctoria et Lecanora.

## Structure
L'orcinol est constitué d'un cycle benzènique trisubstitué aux positions 1, 3 et 5 par un groupe méthyle (toluène) et de deux groupes hydroxyle (phénol). C'est ainsi le 3,5-dihydroxytoluène, l'un de six isomères du dihydroxytoluène avec notamment la méthylhydroquinone (2,5-dihydroxytoluène) ou l'homopyrocatéchine (3,4-dihydroxytoluène), qu'on trouve sous forme éther méthylé (le créosol) dans le goudron de hêtre.

## Apparence
L'orcinol cristallise avec une molécule d'eau sous la forme de prismes incolores qui rougissent à l'air libre. En présence de chlorure ferrique, sa solution aqueuse prend une teinte bleu-violet.

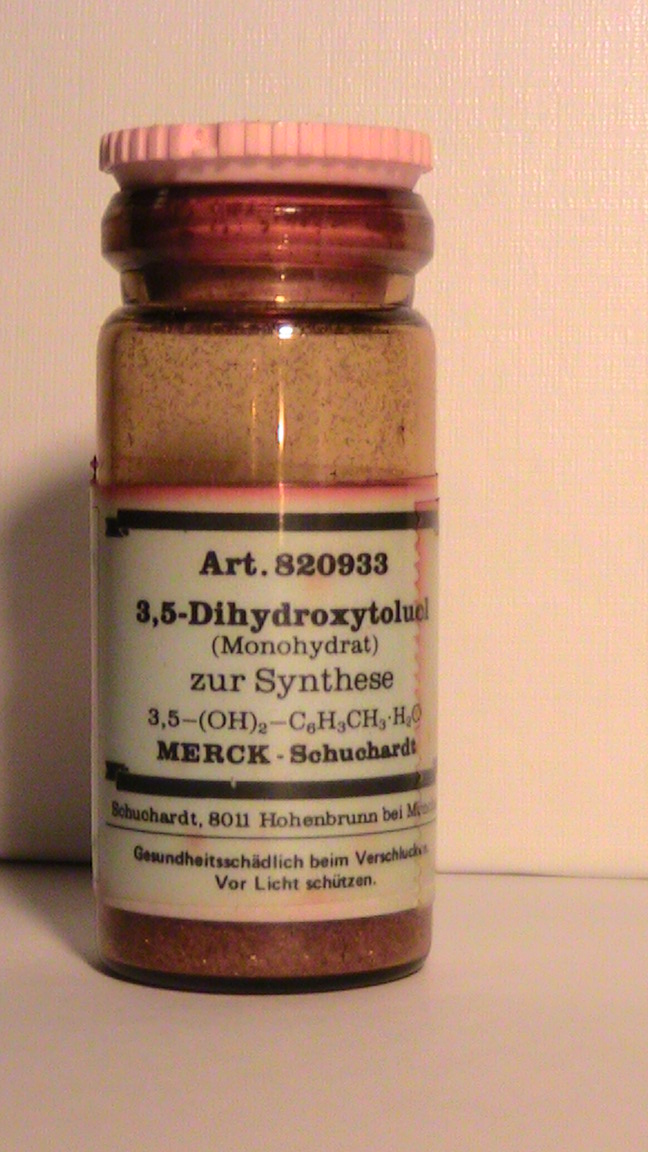
Flacon de monohydrate d'orcinol.

## Synthèse
L'orcinol peut être synthétisé par double hydroxylation du toluène (avec le risque d'obtenir d'autres isomères en sous-produits). Il est également possible de le synthétiser par condensation du 3-oxoglutarate de diméthyle par action avec le sodium. 

## Réactivité
Contrairement au résorcinol il ne donne pas de fluorescéine avec l'anhydride phtalique. Son oxydation avec de l'ammoniaque donne l'orcéine, le principal colorant de l'orseille. 

## Utilisation
Il est utilisé dans la production de l'orcéine, ou comme réactif pour les tests de détection des pentoses, comme le test de Bial.